# Прямое восхождение

Экваториальные и эклиптические координаты небесных тел. Прямое восхождение обозначено

Прямое восхождение (α или RA — от англ. right ascension) — координата объекта на небесной сфере, которая не меняется при суточном вращении Земли. Прямое восхождение равно угловому расстоянию по небесному экватору от точки весеннего равноденствия до круга склонений светила.

## Описание

Карта звёздного неба, на которой вдоль вертикальных прямых прямое восхождение постоянно

Во второй экваториальной системе координат прямое восхождение является одной из двух координат, наряду со склонением. Прямое восхождение светила — угловое расстояние на небесной сфере по небесному экватору от точки весеннего равноденствия до круга склонений светила. Прямое восхождение отсчитывается в сторону, противоположную направлению суточного движения светил, то есть, на запад; если смотреть со стороны северного полюса мира, то это направление против часовой стрелки.
Прямое восхождение принято обозначать {\displaystyle \alpha }, либо RA или R. A. (от англ. right ascension). Эта величина обычно выражается либо в градусной мере (от 0° до 360°), либо в часовой мере (от 0h до 24h, где 1h = 15°; также используют дробные доли 1h = 60m = 3600s). Иногда часовые углы могут отсчитываться к востоку и к западу от точки весеннего равноденствия — в этом случае они принимают значения от −180° до +180°, или, в часовой мере, от −12h до +12h.
Как склонение, так и прямое восхождение, используемые во второй экваториальной системе координат, не меняются из-за суточного вращения Земли, поэтому данная система координат используется в астрономии наиболее широко.
Звёздное время {\displaystyle s} равняется сумме часового угла светила {\displaystyle t} и прямого восхождения {\displaystyle \alpha }:
{\displaystyle s=t+\alpha }

## Прямое восхождение Солнца
Склонение и прямое восхождение Солнца меняются в течение года из-за вращения Земли вокруг Солнца. В момент весеннего равноденствия Солнце находится в точке весеннего равноденствия, и его склонение и прямое восхождение равны нулю. Со временем прямое восхождение Солнца увеличивается: в момент летнего солнцестояния достигает 6h, в момент осеннего равноденствия — 12h, а в момент зимнего солнцестояния — 18h. Оно продолжает возрастать до весеннего равноденствия, при котором достигает 24h и обнуляется.
В среднем прямое восхождение Солнца увеличивается на 3m56s за сутки. Это приводит к тому, что средние солнечные сутки, продолжительностью 24 часа, на 3 минуты 56 секунд длиннее звёздных суток. Однако неравномерность движения Земли по орбите и наклон её экватора к плоскости эклиптики приводят к тому, что прямое восхождение Солнца меняется неравномерно и продолжительность истинных солнечных суток может колебаться в пределах ±25 секунд. Поэтому в течение года накапливается разность между средним и истинным солнечным временем, которая называется уравнением времени и находится в диапазоне от −16 до 14 минут.

## Влияние прецессии
Из-за прецессии оси Земли меняется положение полюсов мира и небесного экватора с периодом в 26000 лет, следовательно, даже у неподвижных объектов меняется склонение и прямое восхождение. Для точной записи координат необходимо учитывать момент времени, в который они были измерены, называемый эпохой. Координаты также можно пересчитать для другой эпохи, и в данный момент в основном используется эпоха J2000.0, которой соответствует момент полудня 1 января 2000 года.